# Alboloduy
Alboloduy este un municipiu în provincia Almería, Andaluzia, Spania cu o populație de 765 locuitori.